# Angarska Państwowa Akademia Techniczna
Angarska Państwowa Akademia Techniczna (ros. Ангарская государственная техническая академия) – rosyjska uczelnia państwowa w Angarsku.
Uczelnia prowadzi studia na kierunkach inżynieryjno-technicznych wszystkich stopni, w tym doktoranckie.